# Акияма Ёсифуру
Акия́ма Ёсифуру (яп. 秋山 好古, 9 февраля 1859 — 4 ноября 1930) — японский генерал, создатель современной японской кавалерии.

## Биография
В 1887 году отправлен на учёбу во Францию. Во время японо-китайской войны командовал 1-м кавалерийским дивизионом. В 1901—1903 годах командовал Гарнизонной армией в Китае. Во время русско-японской войны командовал 1-й отдельной кавалерийской бригадой, входившей в состав 2-й японской армии. Участвовал с последней в бою под Вафангоу. По сосредоточении японских войск под Ляояном, до конца войны находился на крайнем левом фланге японских армий, охраняя последний во главе смешанного отряда из конницы и пехоты. В Мукденскую операцию отряд Акиямы прикрывал обходное движение армии Ноги.
После окончания войны занимал различные посты, в 1916—1917 годах был командующим Корейским гарнизоном. Командовал гвардейской дивизией, с 1920 года был главным инспектором боевой подготовки. В 1923 году вышел в отставку. Работал директором средней школы в своем родном городе.

## В массовой культуре
- Внешность Акиямы Ёсифуру стала прообразом для персонажа Дота Пиксиса из манги Атака титанов, о чём автор признался в личном блоге